# Радослав (Нижньосілезьке воєводство)
Радослав (пол. Radosław) — село в Польщі, у гміні Ґура Ґуровського повіту Нижньосілезького воєводства.
Населення — 279 осіб (2011).
У 1975-1998 роках село належало до Лешненського воєводства.

## Демографія
Демографічна структура станом на 31 березня 2011 року:
|          | Загалом | Допрацездатний вік | Працездатний вік | Постпрацездатний вік |
| -------- | ------- | ------------------ | ---------------- | -------------------- |
| Чоловіки | 135     | 19                 | 98               | 18                   |
| Жінки    | 144     | 32                 | 82               | 30                   |
| Разом    | 279     | 51                 | 180              | 48                   |